# Ронерт-Парк (Калифорния)
Ронерт-Парк (англ. Rohnert Park) — город в округе Сонома в штате Калифорния в Соединённых Штатах Америки.
Согласно данным переписи населения США 2020 года число жителей города 
составляло 44 390 человек, что, для такого небольшого населённого пункта, существенно больше (+ 8,3%), чем было во время предыдущей переписи проводившейся в 2010 году (40 971 человек).

## История
В доколумбову эпоху земли, где ныне стоит современный Ронерт-Парк, был домом для коренных американцев из индейского народа мивоки.
Мексиканское правительство предоставило Ранчо Котате (ныне одноимённый город) капитану Хуану Кастанеде в июле 1844 года за его военные заслуги в регионе. Грант охватывал современные Пенгров, Котати и Ронерт-Парк. 
Год спустя после Американо-мексиканской войны, по окончании которой эти земли отошли Соединённым Штатам, доктор Томас С. Пейдж из Котати купил Ранчо Котате. Со временем собственность была разделена и продана по частям активно прибывающим поселенцам.

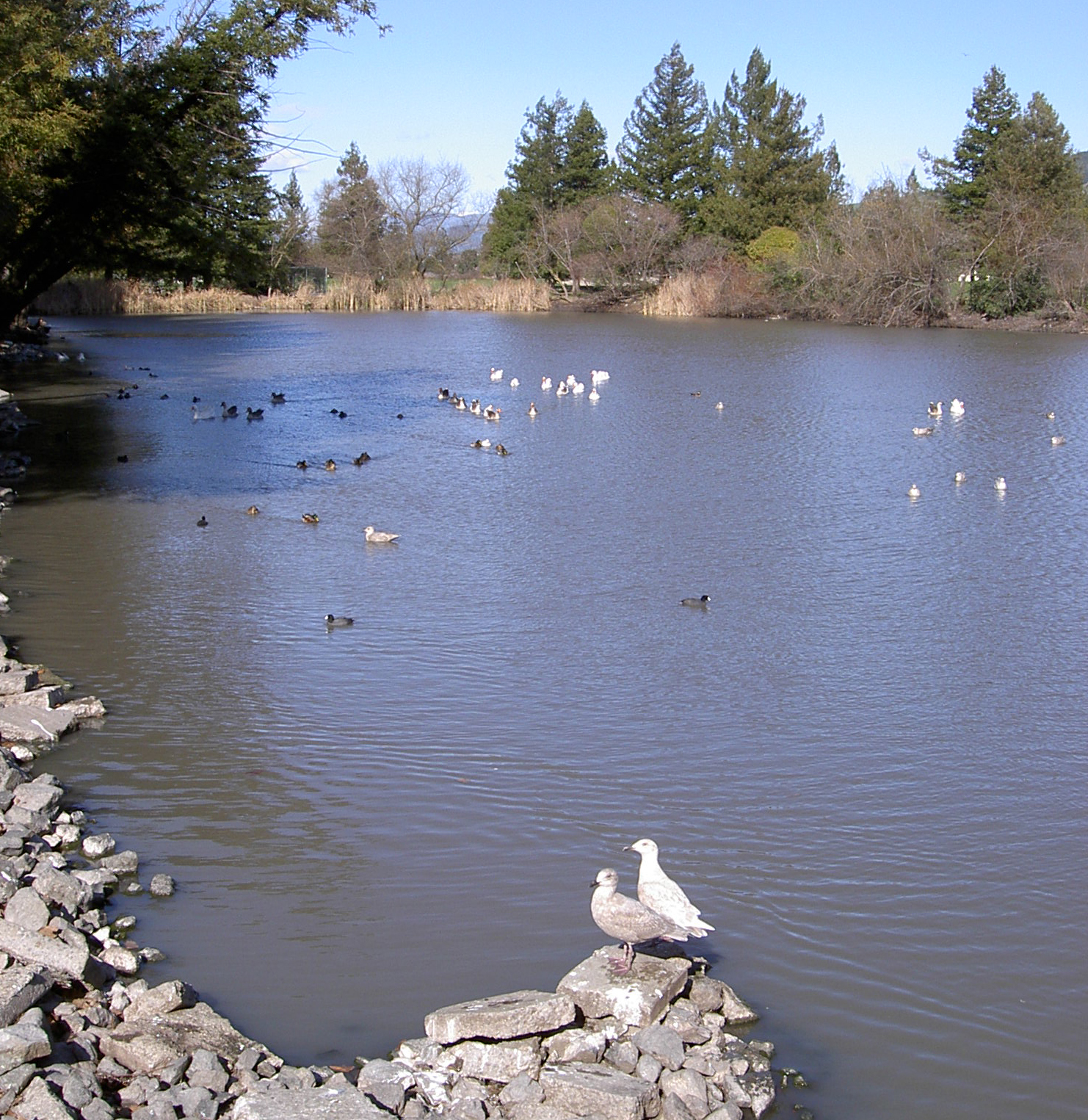
Робертс-Лейк

Город был назван в честь семьи Ронерт, которая владела одноимённой семенной фермой. В 1929 году бизнесмен Уолдо Эмерсон Ронерт (1869–1933), уроженец Детройта, купил большое ранчо в этом районе и свёл к минимуму затопление полей с помощью грубой дренажной системы. Вскоре после этого он умер, но его сын Фред Ронерт, выпускник Стэнфордской юридической школы, взял на себя управление ранчо и развил бизнес по выращиванию семян, создав собственную семенную ферму Ронерт.
В самом начале 1960-х гг. открыл свои двери студентам новый Университет построенный в Ронерт-Парке.
28 августа 1962 года поселение было инкорпорировано и включено в реестр штата Калифорния, благодаря чему некорпоративное сообщество  официально получило статус города.
8 июня 2010 года вышел третий студийный альбом хардкор-панк-группы Церемония (англ. Ceremony), который участники коллектива назвали Rohnert Park, в честь родного города.
Город-побратим — Хасимото (Япония).

## География

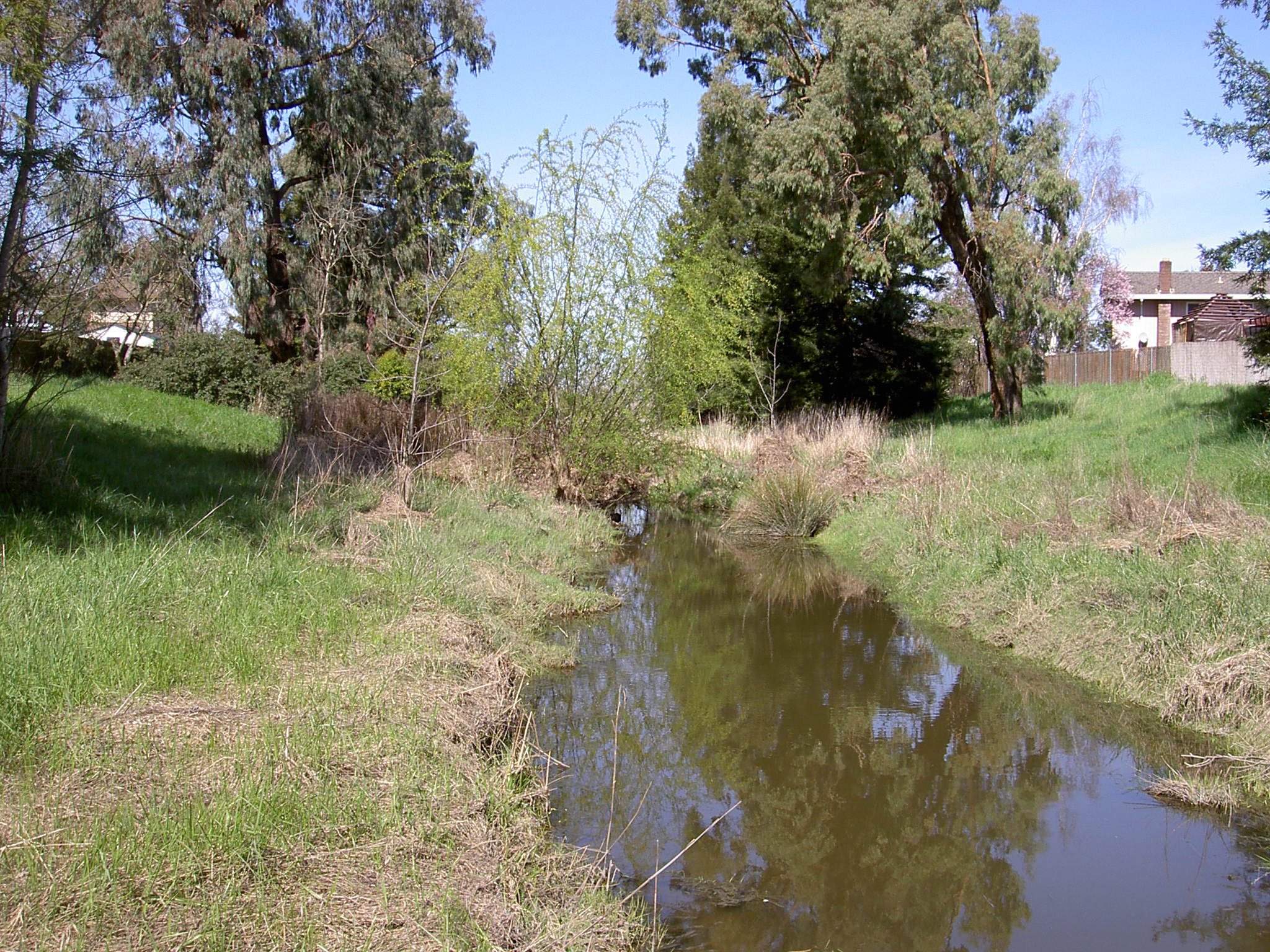
Файв-Крик

В северной части города есть небольшое водохранилище Робертс-Лейк и несколько ручьев, среди которых Копеланд-Крик, Хинебауг-Крик, Кран-Крик и Файв-Крик. 
Согласно данным представленным Бюро переписи населения США, Ронерт-Парк имеет общую площадь 7 квадратных миль (18 км2), 99,93% из которых занимает суша и 0,07% приходится на водную поверхность.
Город находится в зоне повышенной сейсмической активности из-за близлежащих разломов.